# Juhász Géza (költő)
Juhász Géza, teljes nevén Juhász Sándor Géza (Debrecen, 1894. december 20. – Debrecen, 1968. július 13.) magyar költő, irodalomtörténész, egyetemi tanár, az irodalomtudományok kandidátusa (1952).

## Élete
Juhász Gábor vasúti kalauz és Salánki Róza fiaként született. 1914-től a Budapesti Tudományegyetemen volt bölcsészhallgató. Az első világháború idején besorozták katonának, 1919-ben tért haza francia fogságból. Debrecenben 1922-ben kapott magyar–német szakos tanári diplomát. 1923–1939 között a debreceni felsőkereskedelmi iskola tanára volt. Rendszeresen jelentek meg versei és tanulmányai a debreceni és országos folyóiratokban és napilapokban; többek között a Protestáns Szemlében, a Nyugatban, a Napkeletben. Írásaiban elsősorban a kortárs irodalommal, az oktatással és közművelődéssel foglalkozott. Monográfiáit is e tárgykörből írta.
1927-ben a tiszántúli haladó értelmiséget tömörítő Ady Társaság szervezője és elnöke volt. Jelentős munkásságot fejtett ki mint a népi irányzat teoretikusa. 1945 után azonban világnézete és irodalmi munkássága marxista színezetet öltött.
1939–1944 között a református Dóczi Leánynevelő Intézetben tanított.
1945-ben az Ideiglenes Nemzetgyűlés tagja, 1945 áprilisa és júliusa között a Magyarok című irodalmi folyóirat szerkesztője volt.
1945–1964 között a debreceni KLTE tanára, a Magyar Irodalomtörténeti Intézet vezetője. Egyetemi előadásaiban főleg a felvilágosodás és a reformkor irodalmával, élete utolsó szakaszában pedig Csokonai Vitéz Mihály munkásságát kutatta.

## Főbb munkái
- Testvérgályák (versek, Gulyás Pállal, Nyíregyháza, 1923)
- Babits Mihály (Budapest, 1928)
- Panorama de la littérature hongroise contemporaine (Paris, 1930)
- Háború (versek, Debrecen, 1937)
- A magyar szellem vándorútja (Debrecen, 1938)
- Népi írók (Budapest, 1943)
- Magyar irodalmi olvasókönyv a ref. gimn. és leánygimn. 7. oszt. számára; szerk. Juhász Géza; Tiszántúli Ny., Debrecen, 1948
- Csokonai-tanulmányok (Budapest, 1977)
- Juhász Géza Emlékkönyv (válogatott művek, sajtó alá rendezte, életrajzzal, bibliográfiával ellátta Juhász Izabella. Bevezető Bán Imre, Balogh László, Debrecen, 1975)
- Juhász Géza levelesládája; vál., sajtó alá rend. Juhász Gézáné és Lévay Botond, jegyz. Lévay Botond, előszó Kardos László, életrajz Juhász Izabella; Szépirodalmi, Bp., 1987